# Sevendust (альбом)
Sevendust — дебютный студийный альбом американской альтернативной метал-группы Sevendust, выпущенный 15 апреля 1997 года на лейбле TVT Records.
Трек «My Ruin» был включён в альбом Mortal Kombat: More Kombat; группа тогда называлась Crawlspace. Трек «Too Close to Hate» можно услышать в фильме Вдохновители. Песня «Terminator» звучала в сериале, который транслировался на MTV, Звёздные бои насмерть. Sevendust отпраздновали 20-ю годовщину выпуска своего одноимённого дебютного альбома, исполнив его полностью на концерте в родном городе 17 марта 2017 года в Атланте, штат Джорджия.

## Выпуск
Альбом дебютировал в чарте Billboard 200 по номером 165 и продержался 16 недель. 19 мая 1999 года по версии Американской ассоциации звукозаписывающих компаний альбом получил статус «золотого» диска. Было продано не менее 732 000 копий альбома в Соединённых Штатах. Альбом был переиздан 21 июня 2010 года под названием «The Definitive Edition», в котором в качестве бонуса, добавлены два би-сайда и два трека, которые были записаны вживую.

## Список композиций
Слова и музыка всех песен — Sevendust.
| №                   | Название            | Длительность |
| ------------------- | ------------------- | ------------ |
| 1.                  | «Black»             | 4:08         |
| 2.                  | «Bitch»             | 3:41         |
| 3.                  | «Terminator»        | 4:54         |
| 4.                  | «Too Close to Hate» | 4:48         |
| 5.                  | «Wired»             | 3:55         |
| 6.                  | «Prayer»            | 4:18         |
| 7.                  | «Face»              | 4:47         |
| 8.                  | «Speak»             | 3:28         |
| 9.                  | «Will It Bleed»     | 4:51         |
| 10.                 | «My Ruin»           | 5:38         |
| 11.                 | «Born to Die»       | 3:59         |
| Общая длительность: | Общая длительность: | 48:31        |

| №   | Название                            | Длительность |
| --- | ----------------------------------- | ------------ |
| 12. | «Breathe»                           | 3:17         |
| 13. | «School's Out» (кавер Alice Cooper) | 3:22         |
| 14. | «Bitch» (Live)                      | 4:01         |
| 15. | «Prayer» (Live)                     | 4:13         |
| 16. | «Terminator» (Breathe Remix)        | 4:37         |

Definitive Edition DVD
1. Live and Loud
2. Electronic Press Kit (1997)
3. Behind the Scenes & Live Footage

## Участники записи
- Sevendust
  - Ладжон Уизерспун — ведущий вокал
  - Клинт Ловери — соло-гитара, бэк-вокал
  - Джон Коннолли — ритм-гитара, бэк-вокал
  - Винни Хорнсби — бас-гитара
  - Морган Роуз — барабаны, бэк-вокал
- Производство
  - Марк Мендоза[англ.] — продюсер, микширование
  - Джей Джей Френч[англ.] — исполнительный продюсер
  - Денни МакНерни — инжиниринг, сведение
  - Джон Нильсен — помощник инженера
  - Лу Хольцман — помощник в микшировании
  - Хауи Уайнберг[англ.] — мастеринг

## Позиции в чартах

### Альбом
| Год  | Чарт              | Высшая позиция | Прим.        |
| ---- | ----------------- | -------------- | ------------ |
| 1998 | The Billboard 200 | 165            | [ 7 ] [ 10 ] |
| 1998 | Top Heatseekers   | 5              | [ 10 ]       |

### Синглы
| Год  | Песня               | Чарт                   | Высшая позиция | Прим.  |
| ---- | ------------------- | ---------------------- | -------------- | ------ |
| 1998 | «Black»             | Mainstream Rock Tracks | 29             | [ 11 ] |
| 1998 | «Bitch»             | Mainstream Rock Tracks | 30             | [ 11 ] |
| 1998 | «Too Close to Hate» | Mainstream Rock Tracks | 39             | [ 11 ] |

## История релиза
| Страна            | Дата | Лейбл           | Формат | Каталог   | Прим.  |
| ----------------- | ---- | --------------- | ------ | --------- | ------ |
| Соединённые Штаты | 1997 | TVT             | CD     | 5730      | [ 2 ]  |
| Соединённые Штаты | 1997 | TVT             | CS     | 5730      | [ 2 ]  |
| Китай             | 2000 | Import          | CD     | 87230     | [ 12 ] |
| Соединённые Штаты | 2000 | Toy's Factory   | CD     | TFCK87230 | [ 2 ]  |
| Китай             | 2002 | Dream On        | CD     | 7010      | [ 12 ] |
| Соединённые Штаты | 2002 | Dream On        | CD     | DOR-7010  | [ 2 ]  |
|                   | 2010 | TVT/The Orchard | CD/DVD |           |        |